# Sisak
Sisak est une ville et une municipalité située en Croatie centrale à la confluence des rivières Kupa, Save et Odra. Elle est le chef-lieu du Comitat de Sisak-Moslavina. Au recensement de 2001, la municipalité comptait 52 236 habitants, dont 83,09 % de Croates et 7,46 % de Serbes et la ville seule comptait 36 785 habitants.

## Histoire
La région de Sisak porte des traces d'occupation remontant au néolithique. La population locale a été "celtisée" vers le IVe siècle av. J.-C. En témoigne le nom celte de Segesta faisant référence à une divinité chtonienne liée à l'eau, que l'on rencontre aussi en Gaule (Aquis Segeste en Gatinais, etc) et en Sicile. Le nom celte de Segestica fait référence au port fluvial de la ville, établi sur la rivière Kupa. (Dans la région, d'autres noms de ports fluviaux présentent la même terminaison, comme Logatec en Slovénie, ancienne Longatica, et Virovitica sur la Drave).
La Segesta celte fut nommée Siscia par les Romains. Puis Segesta/Segestica/Siscia a connu diverses orthographes en Sissek, Sisek, Sziszek, avant de devenir Sisak.
Jusqu'au XIXe siècle, la voie d'eau était le meilleur moyen de transport car elle permettait de transporter de lourdes charges et offrait une plus grande sécurité que les chemins. Ainsi, à deux jours de marche de Trieste, un marchand embarquait à Logatec et voyageait sans effort sur la rivière de Ljublijana, puis la Save. Il voguait en croisant les localités aux noms celtiques d'Emona, Siscia et Derventa. Puis à Singidunum/Belgrade, il poursuivait sur le Danube jusqu'à la mer Noire. 
Sisak, au milieu de cette large avenue Save-Danube, est depuis la plus haute antiquité un verrou stratégique permettant de contrôler les mouvements de populations, fluviaux et terrestres, entre l'Europe de l'Ouest et de l'Est ainsi que le trafic commercial – notamment du fer et du charbon – venant de l'actuel Bosnie-Herzégovine. À l'emplacement de la ville actuelle se trouvait à l'origine le point de contrôle des accès vers l'amont des deux rivières. Ce point de contrôle était lui-même protégé par un site défensif naturel, situé sur les hauteurs dominant la ville depuis l'ouest et le sud-ouest. 
De nombreux vestiges témoignent du passé brillant et mouvementé de Sisak, capitale romaine de la Pannonie. Traces d'établissements celtiques découverts sous les murs romains en centre-ville, restes de murs défensifs, d'arc de triomphe, vestiges d'aqueduc et de forum romains, égouts viables montrent l'importance de cette capitale régionale battant monnaie et servant de base logistique et opérationnelle aux légions romaines déployées en face des envahisseurs des Ve – VIIe siècles.
Parmi ces vestiges, ceux du mur romain sud datant du Ier siècle apr. J.-C.  et de la porte monumentale nord montrent que la ville s'étendait sur une distance de 1 600 m.
Dans les années 1700 Luigi Ferdinando Marsili, un érudit italien, a relevé le plan des ruines romaines subsistant à son époque. 
Au cours de la Seconde Guerre mondiale, les fascistes croates construisent le camp de concentration de Sisak dans la ville. Les internés étaient principalement des enfants serbes, Juifs, Roms et Sinti âgés entre 3 et 16 ans. Ils sont logés dans des étables abandonnées et souffrent de la malnutrition et de la dysenterie ce qui compromet leur état de santé. On estime à 6 693 le nombre d'internés et entre 1 300 à 3 000 le nombre d'enfants qui y furent assassinés.
De nos jours les industries lourdes, raffinerie de pétrole et aciérie, dissimulées dans des bois, se font discrètes. Sisak conserve le charme de son passé austro-hongrois avec ses parcs ombragés, ses promenades au long de la Kupa, large rivière tranquille et ses environs naturels. (Parc naturel de Lonsko Polje et Cigoc, le village aux centaines de cigognes).
La ville est animée par une population accueillante, et quelques bons cafés et restaurants préservant un folklore musical très riche.

## Localités
La municipalité de Sisak compte 34 localités : 
- Blinjski Kut
- Budaševo
- Crnac
- Čigoč
- Donje Komarevo
- Gornje Komarevo
- Greda
- Gušće
- Hrastelnica
- Jazvenik
- Klobučak
- Kratečko
- Letovanci
- Lonja
- Lukavec Posavski
- Madžari
- Mužilovčica
- Novo Pračno
- Novo Selo
- Novo Selo Palanječko
- Odra Sisačka
- Palanjek
- Prelošćica
- Sela
- Sisak
- Stara Drenčina
- Staro Pračno
- Staro Selo
- Stupno
- Suvoj
- Topolovac
- Veliko Svinjičko
- Vurot
- Žabno

## Personnalités célèbres
- Adela Milčinović (1878-1968), femme de lettres, journaliste et féministe croate, y est née.

## Jumelages
La ville de Sisak  est jumelée avec :
- Heidenheim an der Brenz (Allemagne) depuis 1988
- Remchingen (Allemagne) depuis 1993
- Gabrovo (Bulgarie) depuis 2004
- Szombathely (Hongrie) depuis 2003
- Leszno (Pologne) depuis 2003
- Jihlava (Tchéquie) depuis 2004
- Sankt Pölten (Autriche) depuis 2004
- Buzet (Croatie) depuis 1986